# 花井幸子
花井 幸子（はない ゆきこ、1937年（昭和12年）11月12日 - 2022年（令和4年）10月1日)は、日本のファッションデザイナー。神奈川県横浜市出身。

## 経歴
- 1959年 セツ・モードセミナー卒業。アドセンター入社。
- 1962年 水彩連盟展審査員となる。
- 1964年 フリーデザイナーとして独立。東京・阿佐ヶ谷にアトリエを設立。
- 1968年 東京・銀座にオートクチュールのブティックのマダム花井を設立。
- 1970年 YUKIKO HANAI コレクション開始。
- 1971年 東京・六本木に移し、プレタポルテ部門にも進出。株式会社 マダム花井を設立。
- 1973年日本ファッションエディターズクラブ賞（FEC）受賞。
- 1978年アニメ映画『さらば宇宙戦艦ヤマト 愛の戦士たち』の衣装デザイン協力に参加。
- 1981年 アメリカに進出しサックス・フィフス・アベニューに出店。
- 1989年 （社）ザ・ファッショングループ会長就任。
- 1995年 きもの貢献賞（全国きもの教育連合会主催）受賞。
- 2003年 繊研新聞バイヤーズ賞受賞。
- 2022年10月1日 老衰のため死去[1]。84歳没。

## 人物
新聞、広告関係、雑誌等で、ファッションイラストレーター、写真家としても活動。また審査員として、各団体、企業主催のコンクールなどの審査に携わった。
「生活のすべてがデザインの場である」との自論から、きもの、ゴルフウェア、宝飾品、インテリア、食器等44アイテム以上ものライセンス商品を展開。「ユキコ・ハナイ」は華やかな色や柄、流麗なシルエットが特徴で、大手企業のユニフォームや学校制服のデザインも多数手がけた。
元モデル・テレビ司会者の芳村真理とは同年代ということもあってか、彼女のモデル時代から40年以上に及ぶ親交を結んだ。芳村は『夜のヒットスタジオ』（フジテレビ系）、『料理天国』（TBS系）など自身が出演するテレビ番組で花井のデザインした服装を数多く着用している他、この2人の組み合わせによりトークショーや雑誌の対談企画がこれまでも数多く組まれ、ざっくばらんにファッション論や女性像などについて対談を重ねた。
日本舞踊の趣味が高じて藤間流の藤間藤太郎の元で長年、研鑽を積んでいる。

## 主なブランドライン名
- Yukiko Hanai（ユキコハナイ）

レディースライン。
- Prosumer（プロシューマー）

レディースライン。
- Yukiko Hanai Prestige（ユキコハナイプレステージ）

レディースライン。
- Pre noon（プレヌーン）

レディースライン。
- YUKIKO HANAI HOMME

スーツ他、ネクタイ、ベルト、財布など。
- YUKIKO HANAI HOMME（ユキコ・ハナイ・オム）

靴。

## 著書
- 『花井幸子のサラダで美人になってネ 気分はグルメ心はファッション』主婦と生活社、1984年1月。ISBN 978-4391107531。
- 『花井幸子のおしゃれ料理 食卓をデザインする』祥伝社、1994年6月。ISBN 978-4396620271。
- 『使って楽しむ染め付けの器 ブルー&ホワイトのスタイルブック 見方・買い方・選び方入門』小学館〈小学館実用シリーズ My Favorite Books〉、1999年11月。ISBN 978-4091034397。
- 『後家楽日和 降りない女で生きる』法研、2009年7月。ISBN 978-4879547705。